# Тел Кабри
Тел Кабри (на иврит: תל כברי) е археологически паметник в Израел на територията на кибуца Кабри в близост до град Нахария.
Тел Кабри е уникален с намерената на територията му фреска от минойска култура в Ханаан, респективно във Финикия, понеже мястото е в непосредствена близост до морето. Единственото друго място в района, където са разкрити минойски артефакти е Аварис в Египет – от времето на хиксосите. 
Територията на Кабри е заселена от около 16 хил. години – в епохата на епипалеолита. Първите постройки датират от докерамичния неолит – от около 10 000 г. пр.н.е. 
На мястото е съществувал ханаански (финикийски) град през средния бронз (2000 – 1550 г. пр.н.е.), който град за времето си бил крупен център в Западна Галилея. В центъра на ханаанския град имало дворец на местния владетел.
Тел Кабри е единствения напълно разкрит ханаанско-финикийски град, тъй като след разрушаването му, върху неговите руини никога не се е застроявало ново селище. 
Разкопките на древния град започват през 1986 г. През лятото на 2009 г. са разкрити и минойските фрески.